# Günther Prien
Günther Prien, né le 16 janvier 1908 à Osterfeld (en province de Saxe) et mort disparu dans l'Atlantique Nord en mars 1941, est l'un des sous-mariniers allemands les plus connus de la Seconde Guerre mondiale, notamment pour avoir commandé le U-47 qui coule le HMS Royal Oak à Scapa Flow en Écosse.

## Biographie
Sa carrière maritime commence dès l'âge de quinze ans, lorsqu'il abandonne ses études et quitte sa famille pour rejoindre la marine marchande. Il est guidé par la ferme ambition de devenir marin et par la nécessité de subvenir aux besoins financiers de ses parents, alors qu'en 1923, l'économie allemande s'effondre. Après un bref passage au Collège maritime de Finkenwerder, il rejoint la marine marchande comme simple matelot à bord du navire Hamburg. Pendant huit années de labeur, il apprend et se forme profondément ; cette expérience lui est souvent salutaire par la suite.
En 1931, Prien survole le parcours hiérarchique en devenant capitaine de marine marchande à l'âge de vingt-quatre ans. Sa carrière au long cours n'alla pas plus loin, car l'année suivante il se retrouve sans emploi à la suite d'une vague de licenciements pour raison économique. En janvier 1933 la toute nouvelle Reichsmarine, succédant à la Marine impériale, lui ouvre ses portes : le voilà de retour dans son élément.
Après une période de service sur le croiseur léger Königsberg comme aspirant, il est affecté en octobre 1935 aux forces sous-marines (Ubootwaffe) avec le grade d'enseigne de vaisseau de 2de classe (Leutnant zur See). Il commence l'entrainement de sous-marinier au côté de certains futurs "as", tels que Joachim Schepke et Herbert Schultze. L'école de la UBootwaffe est placée le 6 juin 1935 sous le commandement du capitaine de vaisseau (Kapitän zur See) Karl Dönitz, les sous-marins école utilisés étant des type IIA et IIB. Prien se forme ainsi à bord du U-3, un U-Boot de type IIA.
S'enchaînent deux années d'entrainements et d'exercices intenses dirigés d'une main de fer par Dönitz, ponctués notamment par la fameuse épreuve du courage consistant à serrer dans ses mains une barre électrifiée[réf. nécessaire].
À l'issue de cette formation il accède au grade d'enseigne de vaisseau de 1re classe (Oberleutnant zur See). Il navigue avec le U-26 sous le commandement du lieutenant de vaisseau (Kapitänleutnant) Werner Hartmann, accumulant l'expérience des patrouilles sous-marines, notamment au large de l'Espagne lors de la guerre civile.
Le 17 décembre 1938 Günther Prien obtient son premier commandement, celui du U-47, un tout nouveau sous-marin de type VIIB. C'est alors le plus jeune officier auquel on confie l'un des fleurons de la Kriegsmarine. En février 1939, âgé de trente-et-un ans, il est promu lieutenant de vaisseau. Quelques mois plus tard, en octobre, il entre dans la légende en réussissant l'exploit de pénétrer à l'intérieur de la baie de Scapa Flow (au nord de l'Écosse) pour y couler le cuirassé britannique HMS Royal Oak.

Trajectoire du sous marin dans la baie de Scapa Flow le 14 octobre 1939.

Prien et l'équipage du U-47 sont accueillis au retour comme des héros et envoyés à Berlin pour y rencontrer le Führer. Prien est convié à plusieurs rassemblements et répond aux questions de la presse allemande et étrangère. Il est reçu comme une célébrité, et fait chevalier de la Croix de fer (Ritterkreus) par Hitler lui-même. Comme la majorité des capitaines, Prien était gêné par ces égards mais l'Allemagne pratiquait la propagande : les rudes sous-mariniers étaient parfaits pour cette fonction.
Le U-Boot U-47 part en dernière mission le 20 février 1941, de la base sous-marine de Lorient. Dans l’après-midi du 25 février, il rencontre le U-99, commandé par le Kapitänleutnant Kretschmer. C'est la dernière fois qu'est vu le sous-marin de Prien. Les deux capitaines attaquent le même convoi. Prien coule quatre navires, tandis que Kretschmer est repoussé par les escorteurs du convoi. À nouveau, le 6 mars 1941, les loups de Dönitz s’organisent en meute (ou groupe de combat) et poursuivent un autre convoi. Dans la bagarre, se trouve Kretschmer ; ainsi que le U-70 de Joachim Matz et le U-A de Hans Eckermann. Dans la nuit du 7 mars, les U-Boote du groupe attaquent. Le U-70 est touché et sombre, le U-99 est encore une fois repoussé, tandis que Prien et son équipage émettent leur ultime message par la radio pour signaler la direction du convoi, au matin vers 5 heures. Le sous-marin de Günther Prien disparaît corps et bien le 7 mars 1941.
Le Taureau de Scapa Flow totalise alors trente-et-une victoires. L'emblème de son sous-marin, un taureau soufflant par les naseaux, devient celui de la 7e flottille à laquelle il était rattaché. La destruction du U-47 est attribuée à tort au HMS Wolverine. En effet cinquante années après, l'Amirauté britannique examine les livres de bord du navire britannique Wolverine et du U-A. Le U-A est gravement endommagé. L'attaque du Wolverine, supposée un temps se dérouler contre le U-A, laisse finalement supposer qu'il s'agissait du U-47 de Prien.
La mort de Günther Prien reste mal expliquée. Otto Kretschmer, commandant du U-99 qui se trouvait sur place, a été interrogé à ce sujet. À son avis, le U-47 de Prien aurait été détruit par l'une de ses propres torpilles. Une torpille défectueuse aurait pris une trajectoire circulaire, revenant ver le U-Boot pour le couler. Ce type d'accident était connu puisque des sous-marins ont été endommagés de cette manière à l'entraînement. Tous les commandants s'en méfiaient et les spécialistes des écoutes restaient attentifs à chaque lancement pour s'assurer que les torpilles gardaient une trajectoire rectiligne. Dans le cas contraire, une plongée rapide à plus de cinquante mètres de profondeur s'imposait promptement, afin d'éviter la collision.
Günther Prien figure au 9e rang des commandants de U-Boote détenant les meilleurs résultats au combat de la Seconde Guerre mondiale, totalisant trente-et-une victoires à bord du U-47.